# Colpo
Colpo [kɔlpo] est une commune française, située dans le département du Morbihan en région Bretagne.

## Toponymie
Le nom de la localité est attesté sous les formes Scolpou et Scolpo en 1440, Colpou en 1450.
Le nom de la commune en breton est Kolpoù qui provient du breton Skolp (copeau, chaume) qui est toujours utilisé dans cette langue. -Où étant la marque du pluriel, on peut penser qu'une partie de ces terres étaient laissées en chaume après la moisson.
En breton vannetais, on prononçait « Kolpeù »[réf. souhaitée].

## Géographie

### Localisation
La commune de Colpo est située dans les Landes de Lanvaux. Le bourg de Colpo, qui sert de chef-lieu, occupe une position centrale au sein du territoire communal. La commune se trouve à vol d'oiseau à 17 km au nord-nord-ouest de Vannes, sa préfecture de rattachement, à 30,5 km au sud-sud-ouest de Pontivy, à 42 km à l'est de Lorient, à 90 km à l'ouest-sud-ouest de Rennes et à 399 km à l'ouest-sud-ouest de la capitale Paris. Les distances par la route sont plus grandes.
| Moustoir-Ac |                      | Bignan              |
|             | Colpo                | Saint-Jean-Brévelay |
| Grand-Champ | Locmaria-Grand-Champ | Locqueltas          |

### Paysage et relief
La commune de Colpo appartient à l'unité paysagère des Landes de Lanvaux. L'altitude varie entre 52 m et 156 m. Le point le plus haut de la commune est situé à l'extrémité ouest au lieu-dit La Croix de Bois et le point le plus bas à l'extrémité est correspondant au fond de la vallée de la Claie.
| - Carte topographique de la commune de Colpo. |

### Hydrographie
Pour un article plus général, voir Réseau hydrographique du Morbihan.
La commune est située dans le bassin Loire-Bretagne. Elle est drainée par la Claie, le bras de la claie, le Kergueurh, le Kerrivalin, le Pont Ruyen, le ruisseau de Kerhuel, le ruisseau de Rodulé, le ruisseau du Pont Ruyen et divers autres petits cours d'eau,.
La Claie, d'une longueur de 62 km, prend sa source dans la commune de Saint-Allouestre et se jette  dans le canal de Nantes à Brest à Saint-Congard, après avoir traversé 13 communes. 

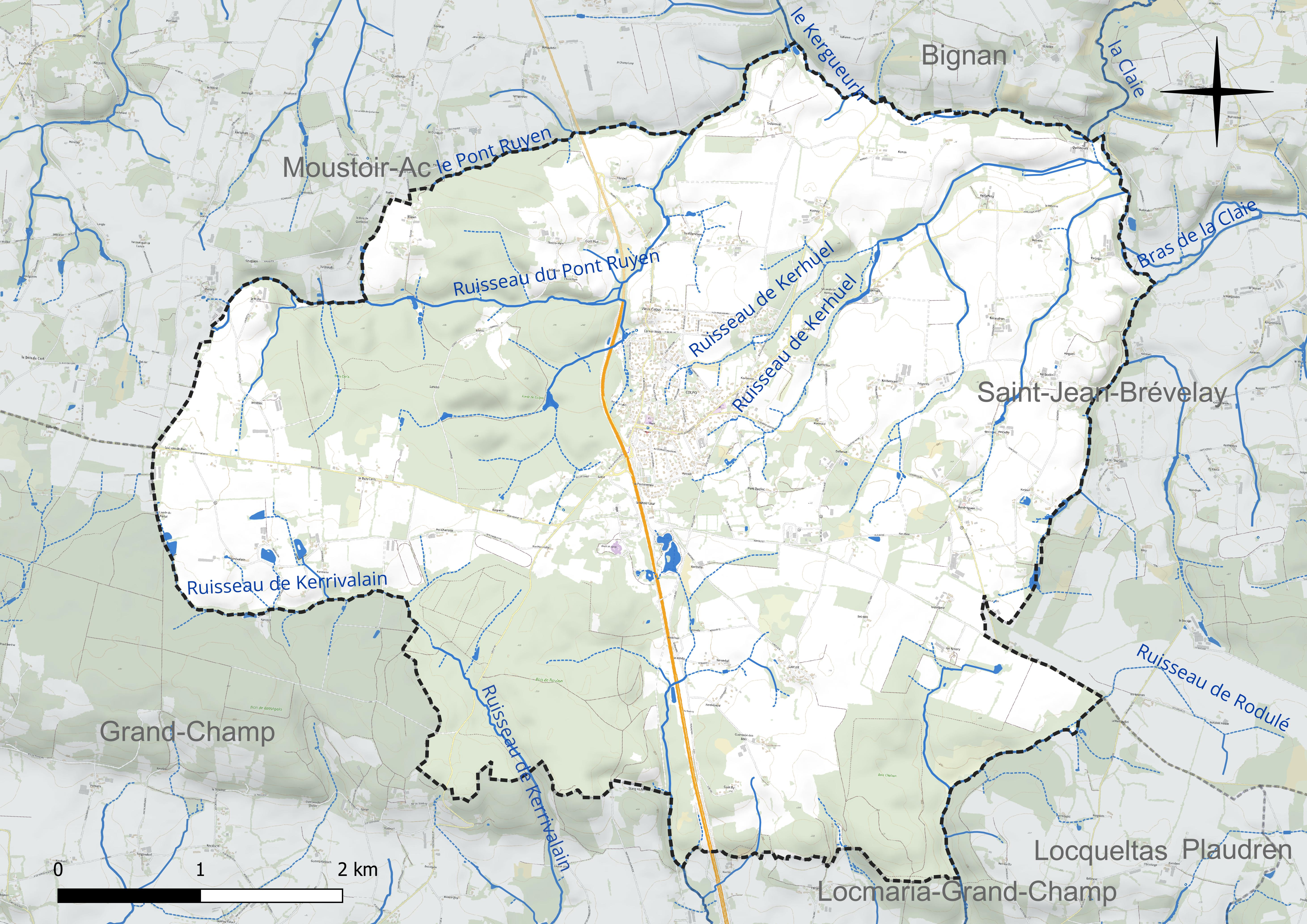
Réseau hydrographique de Colpo.

### Climat
Pour des articles plus généraux, voir Climat de la Bretagne et Climat du Morbihan.
En 2010, le climat de la commune est de type climat océanique franc, selon une étude du CNRS s'appuyant sur une série de données couvrant la période 1971-2000. En 2020, Météo-France publie une typologie des climats de la France métropolitaine dans laquelle la commune est exposée à un climat océanique et est dans la région climatique  Bretagne orientale et méridionale, Pays nantais, Vendée, caractérisée par une faible pluviométrie en été et une bonne insolation. Parallèlement l'observatoire de l'environnement en Bretagne publie en 2020 un zonage climatique de la région Bretagne, s'appuyant sur des données de Météo-France de 2009. La commune est, selon ce zonage, dans la zone « Intérieur », exposée à un climat médian, à dominante océanique.  
Pour la période 1971-2000, la température annuelle moyenne est de 11,5 °C, avec une amplitude thermique annuelle de 12 °C. Le cumul annuel moyen de précipitations est de 984 mm, avec 13,9 jours de précipitations en janvier et 7,2 jours en juillet. Pour la période 1991-2020, la température moyenne annuelle observée sur la station météorologique la plus proche, située sur la commune de Bignan à 7 km à vol d'oiseau, est de 11,8 °C et le cumul annuel moyen de précipitations est de 995,0 mm,. Pour l'avenir, les paramètres climatiques de la commune estimés pour 2050 selon différents scénarios d'émission de gaz à effet de serre sont consultables sur un site dédié publié par Météo-France en novembre 2022.

## Urbanisme

### Typologie
Au 1er janvier 2024, Colpo est catégorisée bourg rural, selon la nouvelle grille communale de densité à sept niveaux définie par l'Insee en 2022.
Elle est située hors unité urbaine. Par ailleurs la commune fait partie de l'aire d'attraction de Vannes, dont elle est une commune de la couronne,. Cette aire, qui regroupe 47 communes, est catégorisée dans les aires de 50 000 à moins de 200 000 habitants,.

### Occupation des sols

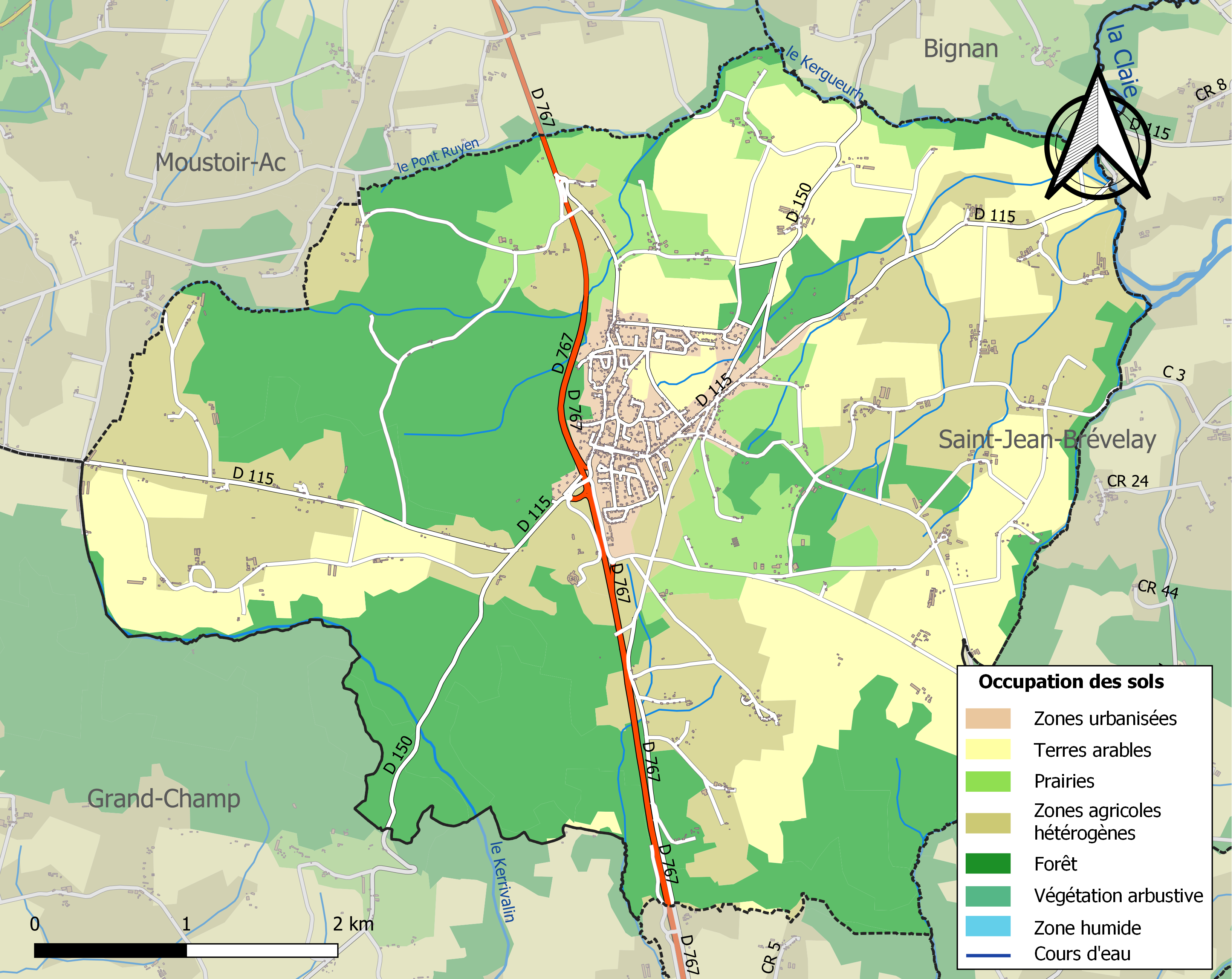
Carte des infrastructures et de l'occupation des sols de la commune en 2018 (CLC).

Le tableau ci-dessous présente l' occupation des sols de la commune en 2018, telle qu'elle ressort de la base de données européenne d’occupation biophysique des sols Corine Land Cover (CLC).
| Type d’occupation                                                                   | Pourcentage | Superficie (en hectares) |
| ----------------------------------------------------------------------------------- | ----------- | ------------------------ |
| Tissu urbain discontinu                                                             | 3,9 %       | 103                      |
| Terres arables hors périmètres d'irrigation                                         | 24,9 %      | 663                      |
| Prairies et autres surfaces toujours en herbe                                       | 8,1 %       | 216                      |
| Systèmes culturaux et parcellaires complexes                                        | 23,6 %      | 629                      |
| Surfaces essentiellement agricoles interrompues par des espaces naturels importants | 1,5 %       | 39                       |
| Forêts de feuillus                                                                  | 20,7 %      | 551                      |
| Forêts de conifères                                                                 | 11,1 %      | 295                      |
| Forêts mélangées                                                                    | 6,4 %       | 172                      |
| Source : Corine Land Cover                                                          |             |                          |

## Histoire

### Préhistoire
Le site mégalithique important de Larcuste laisse à penser que la région était déjà habitée au Néolithique (5000 à 2000 av. J.-C.).

### LeXIXesiècle
Élisa Napoléone Baciocchi, cousine de Napoléon III, surnommée  « la bonne dame de Colpo », acquit en 1858 314 hectares puis 525 hectares des Landes de Lanvaux, au lieu-dit Korn-er-Houët, et se lança, avec ses paysans, dans une vaste entreprise de mise en valeur de ces terres. Le château de Corn-er-Houët est construit à cette époque (1858-1866).
La commune de Colpo, créée en 1864, est issue d'un démembrement des communes de Bignan, Saint-Jean-Brévelay et Grand-Champ. 
Ainsi, jusqu'aux années 1950, deux coiffes se portaient sur son territoire. Dans les villages du sud, la coiffe de Grand-Champ était portée ; dans les villages du nord, la coiffe de Locminé-Baud était dominante.

### LeXXesiècle

#### L'Entre-deux-guerres

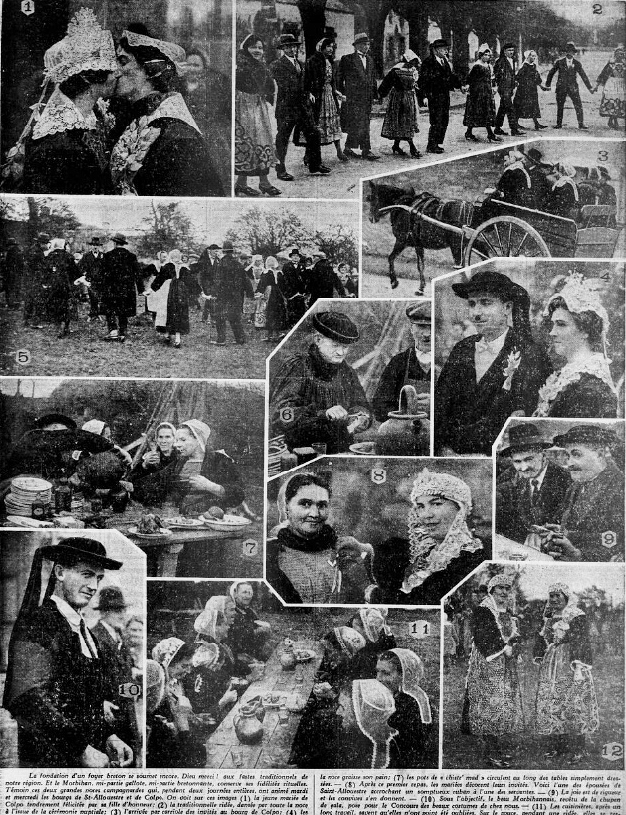
Photographies de mariages à Colpo et Saint-Allouestre (journal L'Ouest-Éclair du 30 novembre 1933).

Le journal L'Ouest-Éclair publie le 30 novembre 1933 une page entière de photographies consacrée à des mariages de Colpo (photographies 1 à 4) et Saint-Allouestre (photographies 5 à 12).

#### LaSeconde Guerre mondiale
Entre le 18 et le 22 juillet 1944, l’armée allemande torture dans les sous-sols de l'école des filles de Locminé de nombreux résistants. Vingt d'entre eux furent ensuite exécutés dans le bois de Colpo où Raymond Le Vigouroux, dit Hervé, commandant le 1er bataillon FFI du Morbihan, avait installé son quartier général depuis le 6 juin 1944. La stèle de Botsegalo,  érigée en leur mémoire, se trouve au même endroit. La plupart de ces résistants, membres d'un bataillon FTPF, avaient été faits prisonniers le 14 juillet 1944 lors de la bataille de Kervernen en Plumeliau.

## Blasonnement
| Blason à dessiner | Blason  | Écartelé : au 1er de sinople à deux vaches passantes d'or, rangées en barre et accompagnées au point du chef d'une moucheture d'hermine de sable, au 2e de gueules à trois macles d'or, au 3e d'argent au cerf passant de gueules, au 4e de vair au croissant de gueules brochant en cœur ; sur le tout, d'orangé à l'aigle impériale d'argent surmontée d'une couronne impériale d'or et posée sur une champagne coupée d'argent et de gueules. |
| Blason à dessiner | Détails | Le statut officiel du blason reste à déterminer. |
| Blason à dessiner | Alias   | D'argent au sapin de sinople fruité d'or, issant d'un brasier de gueules mouvant de la pointe. D’après les armes d’Elisa Bonaparte, fondatrice du lieu. |

## Démographie
L'évolution du nombre d'habitants est connue à travers les recensements de la population effectués dans la commune depuis 1866. Pour les communes de moins de 10 000 habitants, une enquête de recensement portant sur toute la population est réalisée tous les cinq ans, les populations de référence des années intermédiaires étant quant à elles estimées par interpolation ou extrapolation. Pour la commune, le premier recensement exhaustif entrant dans le cadre du nouveau dispositif a été réalisé en 2006.

En 2022, la commune comptait 2 258 habitants, en évolution de +1,39 % par rapport à 2016 (Morbihan : +3,82 %, France hors Mayotte : +2,11 %).
| 1866 | 1872  | 1876  | 1881  | 1886  | 1891  | 1896  | 1901  | 1906  |
| ---- | ----- | ----- | ----- | ----- | ----- | ----- | ----- | ----- |
| 973  | 1 000 | 1 286 | 1 016 | 1 106 | 1 157 | 1 161 | 1 203 | 1 232 |

| 1911  | 1921  | 1926  | 1931  | 1936  | 1946  | 1954  | 1962  | 1968  |
| ----- | ----- | ----- | ----- | ----- | ----- | ----- | ----- | ----- |
| 1 268 | 1 234 | 1 177 | 1 246 | 1 254 | 1 308 | 1 230 | 1 222 | 1 231 |

| 1975  | 1982  | 1990  | 1999  | 2006  | 2011  | 2016  | 2021  | 2022  |
| ----- | ----- | ----- | ----- | ----- | ----- | ----- | ----- | ----- |
| 1 158 | 1 378 | 1 659 | 1 809 | 2 147 | 2 245 | 2 227 | 2 237 | 2 258 |

## Lieux et monuments

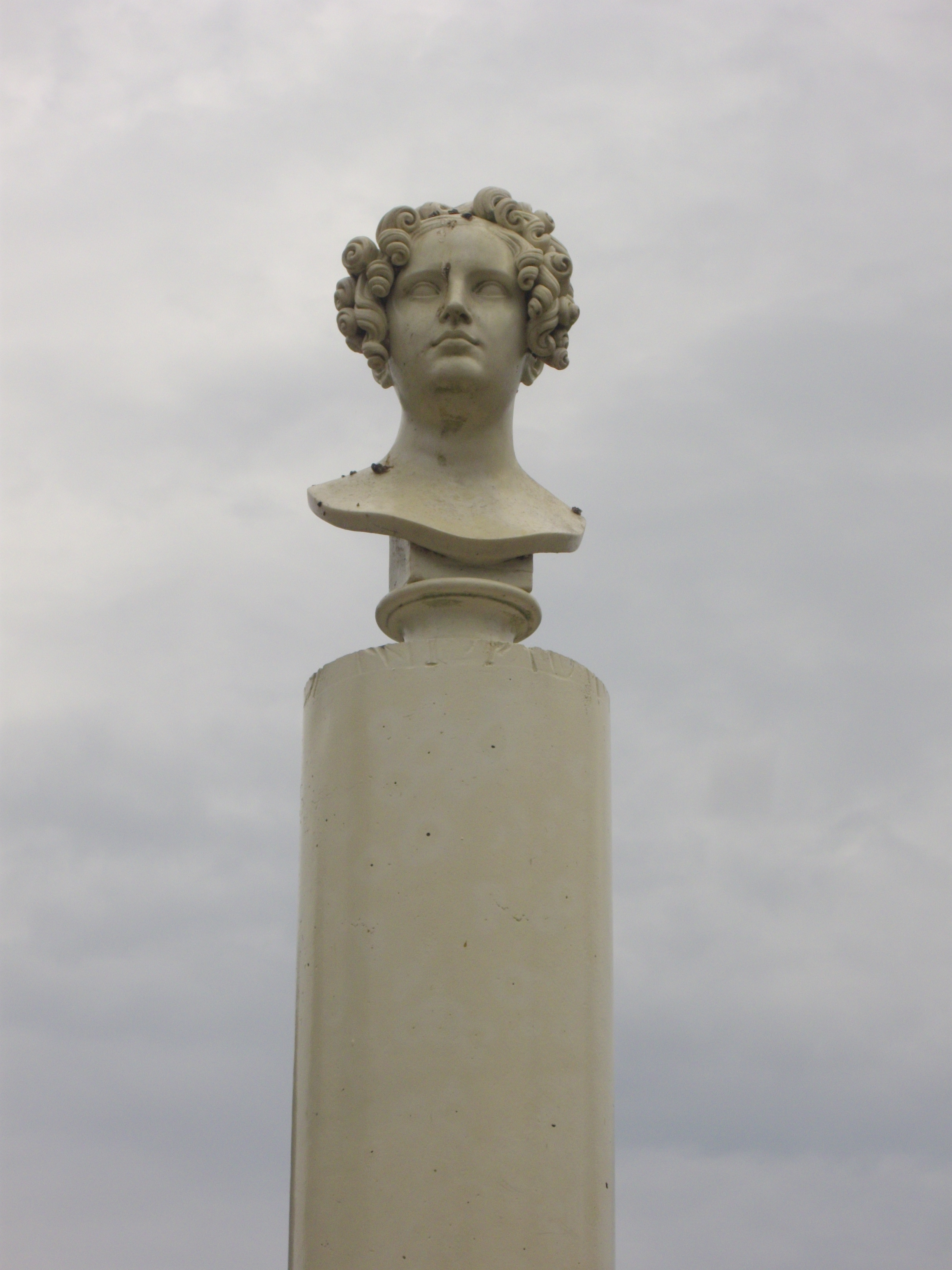
Buste d'Élisa Napoléone Baciocchi, en face de la mairie.

- Site mégalithique de Larcuste avec plusieurs tumulus datant de l'âge du bronze ;
- Chapelle Notre-Dame de Kerdroguen ;
- Église Notre-Dame ;
- Château de Corn-er-Houët  date du XIXe siècle, il est inscrit à l'inventaire général du patrimoine culturel[37] ;
- Manoir de Quesnouët date des XVIe et XVIIe siècles, il est inscrit à l'inventaire général du patrimoine culturel[38].

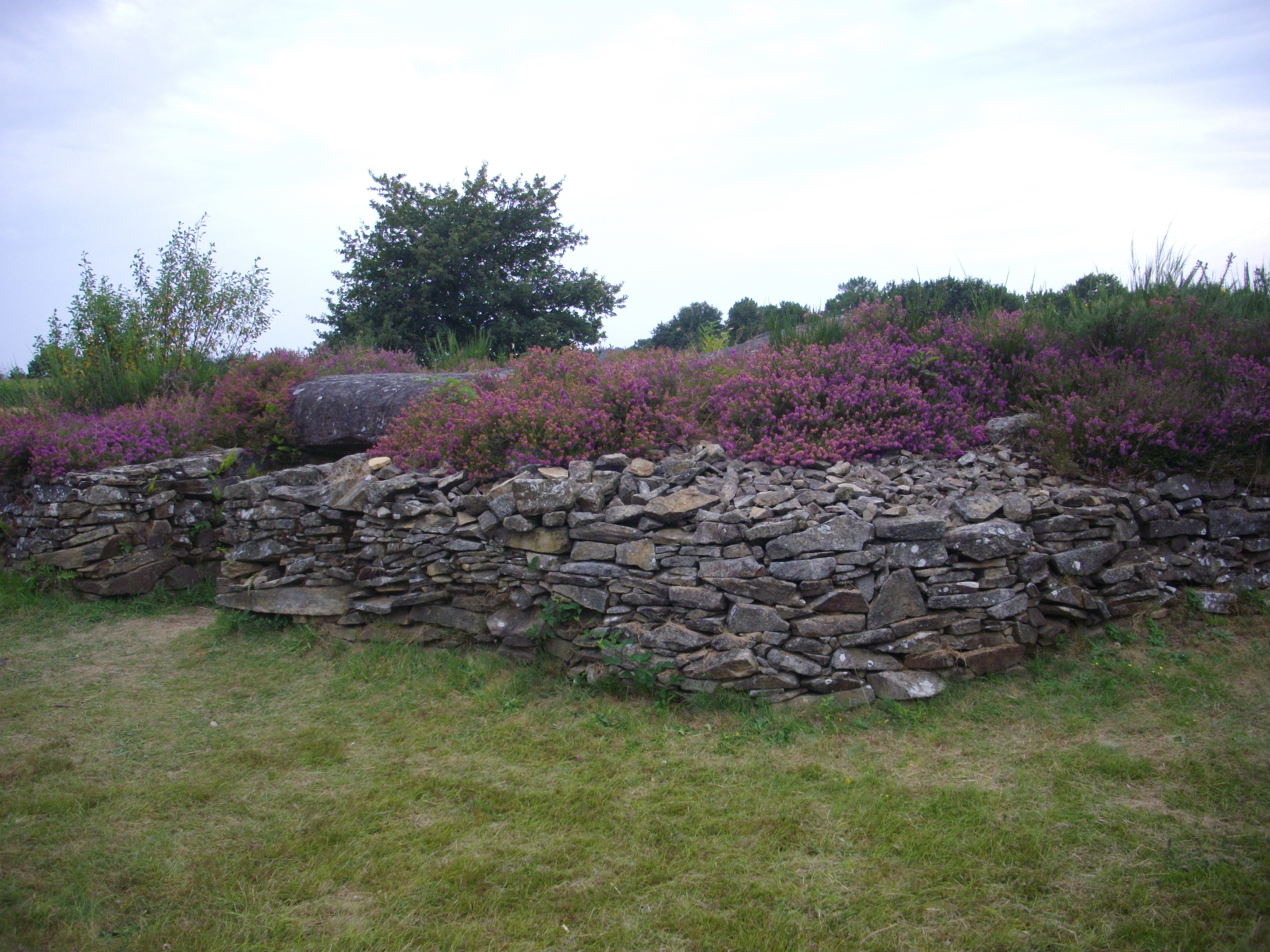
Un des cairns de Larcuste.
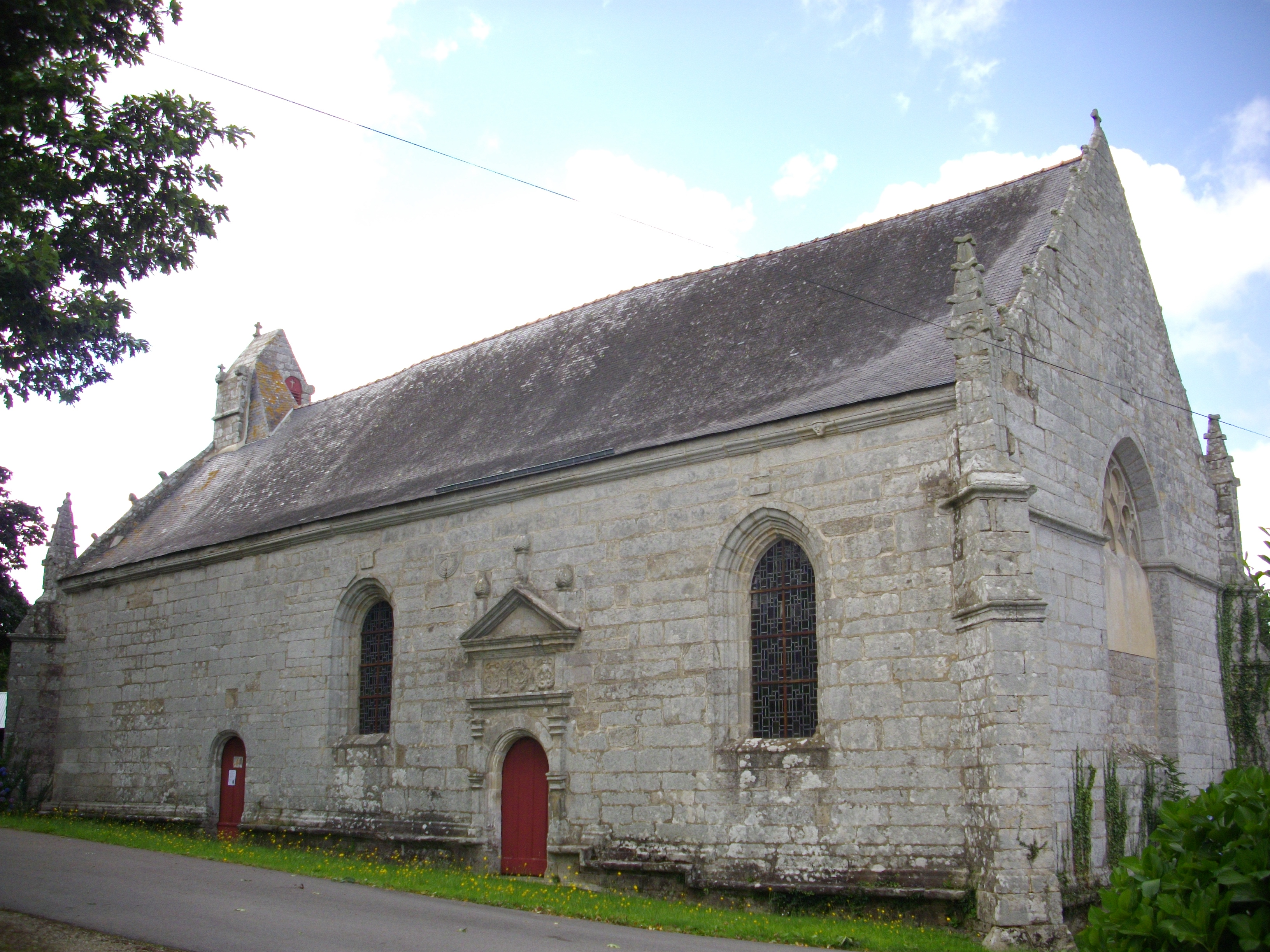
Chapelle Notre-Dame de Kerdroguen.
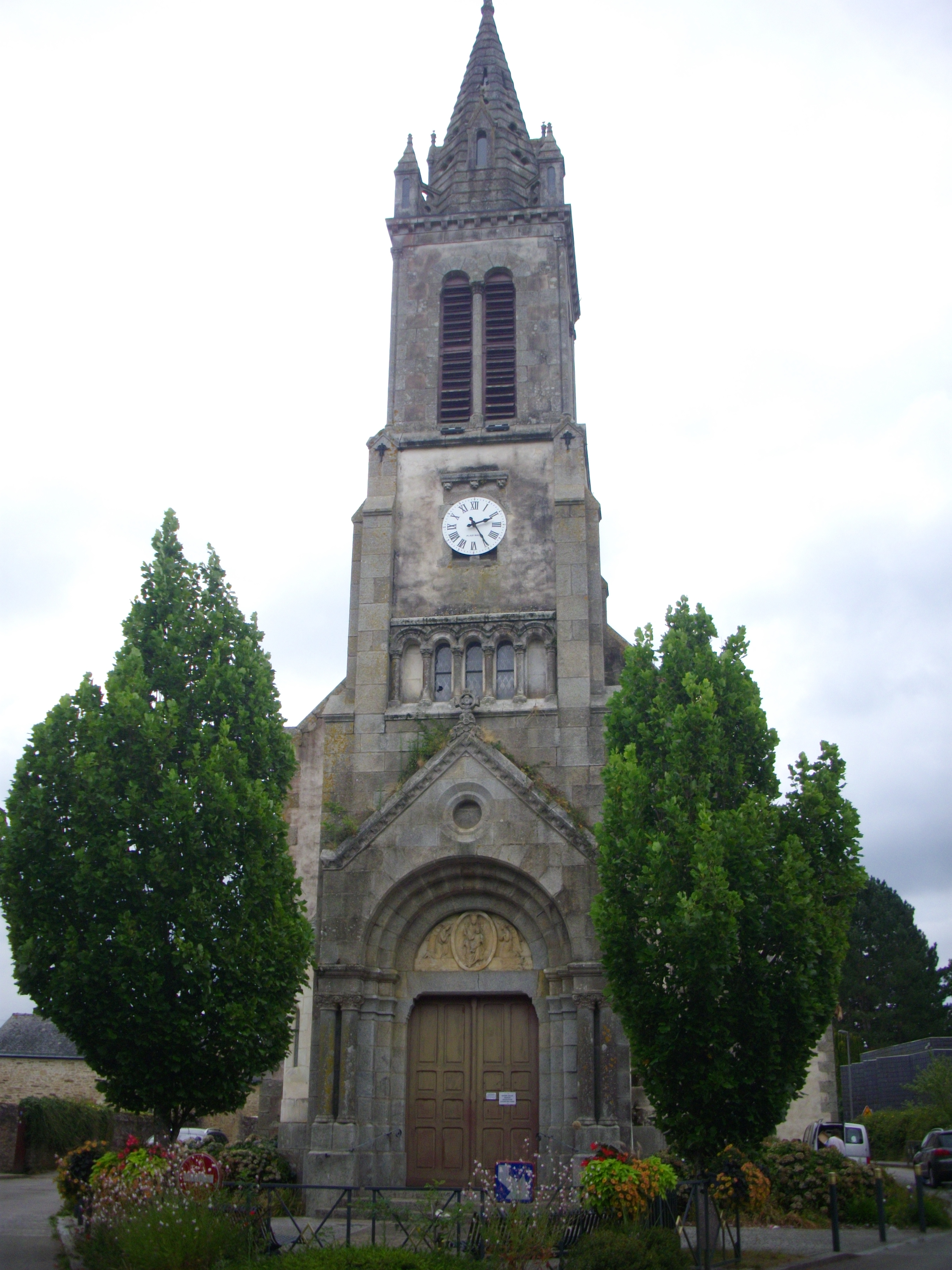
Église Notre-Dame.

## Personnalités liées à la commune
- Élisa Napoléone Baciocchi, cousine germaine de Napoléon III, a fondé la commune de Colpo où, encouragée par lui, elle créa une ferme moderne que le couple impérial visita le 18 août 1858, et fit construire le château de Corn-er-Houët, où elle mourut en 1869 des suites d'une chute de cheval; son tombeau est dans l'église de la commune, elle-même située dans l'avenue de la Princesse-Baciocchi.
- Le futur résistant Missak Manouchian est en octobre 1939 engagé volontaire dans une unité militaire stationnée à Colpo.
- Marcel Jézo (1910-1971), coureur cycliste, né et mort à Colpo. Le stade de football porte son nom.